# NGC 5975
NGC 5975 est une galaxie spirale située dans la constellation du Serpent. Sa vitesse par rapport au fond diffus cosmologique est de (4510 ± 8) km/s, ce qui correspond à une distance de Hubble de 66,5 ± 4,7 Mpc (∼217 millions d'al). NGC 5975 a été découverte par l'astronome français Édouard Stephan en 1882.
NGC 5975 présente une large raie HI. Selon la base de données Simbad, NGC 5975 est une radiogalaxie.
À ce jour, sept mesures non basées sur le décalage vers le rouge (redshift) donnent une distance de 55,786 ± 5,577 Mpc (∼182 millions d'al), ce qui est tout juste à l'extérieur des valeurs de la distance de Hubble. Notons que c'est avec la valeur moyenne des mesures indépendantes, lorsqu'elles existent, que la base de données NASA/IPAC calcule le diamètre d'une galaxie et qu'en conséquence le diamètre de NGC 5975 pourrait être d'environ 20,3 kpc (∼66 200 al) si on utilisait la distance de Hubble pour le calculer.

## Groupe de NGC 6052
Selon A. M. Garcia, NGC 5975 fait partie du groupe de NGC 6052. Ce groupe comprend au moins 13 membres. Les autres galaxies du groupe sont NGC 6008, NGC 6020, NGC 6030, NGC 6032, NGC 6052, NGC 6060, NGC 6073, IC 1132, CGCG 137-37, UGC 10127, UGC 10197 et UGC 10211.